# Nepalmatoiulus generalis
Nepalmatoiulus generalis är en mångfotingart som beskrevs av Henrik Enghoff 1987. Nepalmatoiulus generalis ingår i släktet Nepalmatoiulus och familjen kejsardubbelfotingar. Inga underarter finns listade i Catalogue of Life.